# Espen Johnsen
Espen Granberg Johnsen (17 d'octubre de 1976, Lillehammer) és un polític noruec del Partit Laborista, actual alcalde de Lillehammer des del 2011.